# Forces Armades Argentines
Les Forces Armades Argentines (en castellà: Fuerzas Armadas Argentinas) tenen com a Comandant en Cap al President de la Nació Argentina i depenen del Ministre de Defensa. Estan formades per l'Estat Major Conjunt de les Forces Armades, l'Exèrcit, l'Armada i la Força Aèria.

## Història
Els militars de la República Argentina van ser molt influents en la política del país i sovint van interrompre els governs democràtics. Els cops d'estat militars van enderrocar a governs democràtics el 1930, 1943, 1955, 1962, 1966 i 1976. La dictadura implantada el 1976 (denominada Procés de Reorganització Nacional) i que es va mantenir fins a 1983, va justificar les seves accions il·legals (detencions, tortures, execucions, desaparició forçada, segrest de nens) amb l'argument d'«enfrontar al terrorisme» (veure Terrorisme d'Estat a Argentina).
El 1965, un grup d'exploració de l'Exèrcit argentí va arribar al pol Sud. Vegeu (Antàrtida Argentina).
El 1978, el rebuig argentí al Laude Arbitral de 1977 en una disputa amb Xile per les illes Picton, Nova i Lennox va portar a tots dos països a la vora de la guerra. La junta militar que de facto governava Argentina va donar l'ordre a les Forces Armades, Operació Sobirania, d'ocupar militarment les illes. El conflicte va ser resolt per una mediació del papa Joan Pau II que va conduir al Tractat de Pau i Amistat de 1984.
Durant els governs de Carlos Menem i Fernando de la Rúa les relacions amb Xile van millorar amb la solució de gairebé tots els problemes limítrofs. Després de la tornada de la democràcia en 1983, les Forces Armades de l'Argentina s'han reduït en nombre i també s'ha reduït el seu pressupost, resultant una major professionalització, accentuant-se quan es va eliminar el servei militar obligatori (1995). L'embargament del Govern Britànic es va acabar oficialment en 1990. Se li va donar la designació d'Aliat important no membre de l'OTAN pel president Bill Clinton dels Estats Units d'Amèrica. Les forces armades van començar una política de cooperació i d'amistat amb les forces armades del Brasil i Xile.

## Intervencions de les forces armades
Excepte en missions de pau, els únics conflictes internacionals en els quals van intervenir les forces armades de l'Argentina des de la seva organització definitiva en 1853 van ser la guerra de la Triple Aliança, la Guerra de les Malvines i, formant part de la coalició internacional, en la Guerra del Golf.
Les missions de pau de l'ONU en les quals van col·laborar les forces armades van ser a Xipre, l'antiga Iugoslàvia, Kuwait, Bòsnia (SFOR), Líbia i Haití. Des de 1999 fins a juny de l'any 2006, l'Argentina va ser l'únic país llatinoamericà que va mantenir les seves tropes a Kosovo en l'operacions de la KFOR, on les forces militars argentines estaven adscriptas a una brigada italiana.

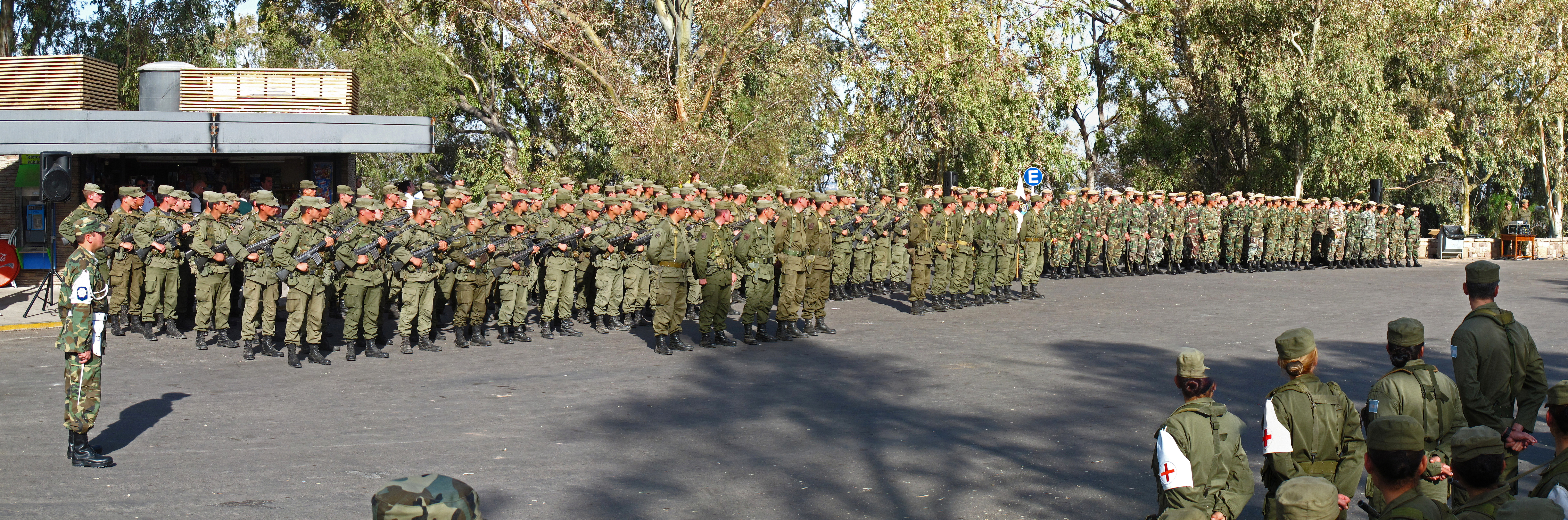
Cadets de les Forces Armades instants abans de procedir a interpretar l'himne de l'Argentina en un acte realitzat en el Turó de la Glòria de Mendoza en 2010.

## Graus de les Forces Armades

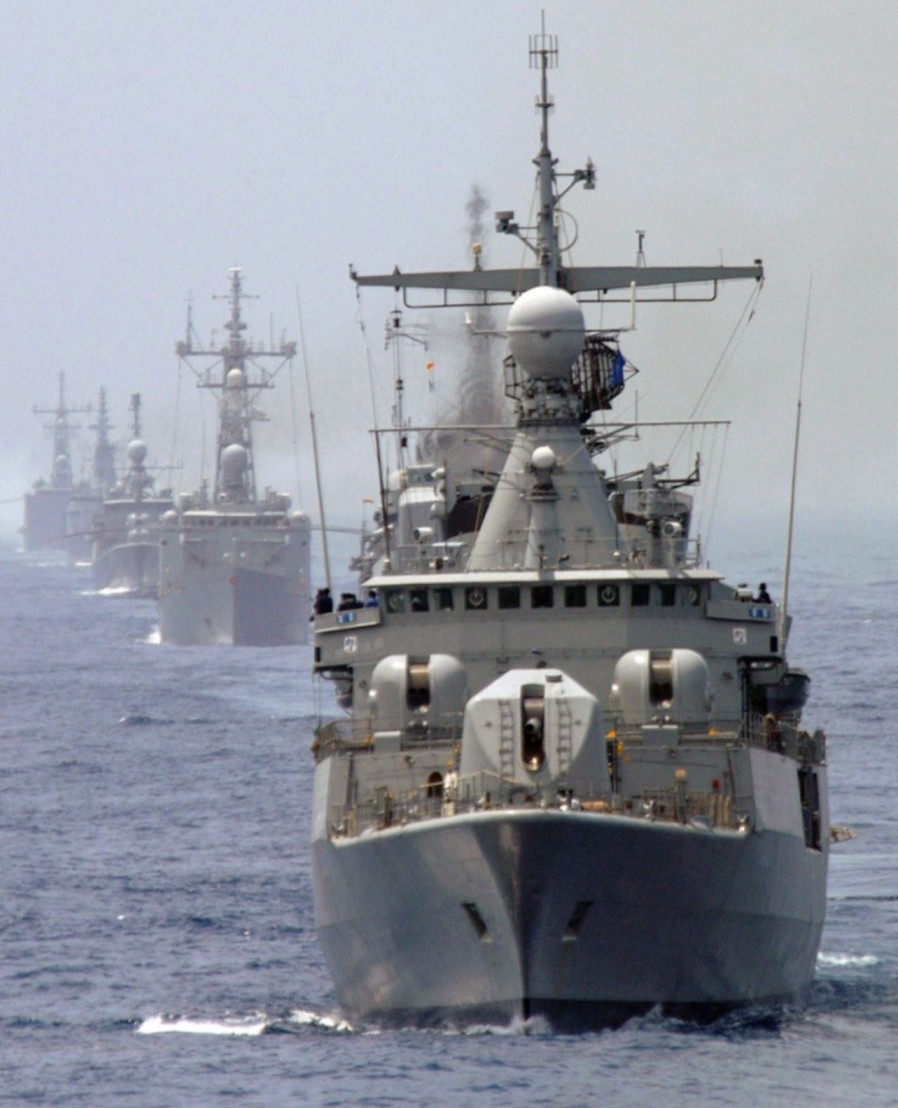
L'ARA Almirall Brown (D-10) lidera la formació en un operatiu UNITAS

El President de la Nació Argentina és Comandant en Cap de les Forces Armades, (art. 99, incís 12 de la Constitució).

### Armada Argentina
- Tropa: Mariner Segon, Mariner Primer.
- Suboficials Subalterns: Cap Segon, Cap Primer, Cap Principal.
- Suboficials Superiors: Suboficial Segon, Suboficial Primer, Suboficial Principal, Suboficial Major
- Oficials Subalterns: Guardiamarina. Tinent de Corbeta, Tinent de Fragata, Tinent de Navili.
- Oficials Caps: Capità de Corbeta, Capità de fragata.
- Oficials Superiors: Capità de Navili, Comodoro de Marina, Contraalmirante, Vicealmirall, Almirall.

### Exèrcit Argentí
- Tropa: Soldat Voluntari de Segona(En Comissió), Soldat Voluntari de Segona, Soldat Voluntari de Primera.
- Suboficials Subalterns: Cap, Cap 1r., Sergent.
- Suboficials Superiors: Sergent 1r., Sergent Ajudant, Suboficial Principal, Suboficial Major.
- Oficials Subalterns: Sotstinent, Tinent, Tinent 1r., Capità.
- Oficials Caps: Major, Tinent Coronel.
- Oficials Superiors: Coronel, Coronel Major, General de Brigada, General de Divisió, Tinent General.

### Força Aèria Argentina
- Tropa: Voluntari de Segona, Voluntari de Primera.
- Suboficials Subalterns: Cap, Cap Primer, Cap Principal.
- Suboficials Superiors: Suboficial Auxiliar, Suboficial Ajudant, Suboficial Principal, Suboficial Major.
- Oficials Subalterns: Alferes, Tinent, Primer Tinent, Capità.
- Oficials Caps: Major, Vicecomodoro.
- Oficials Superiors: Comodoro, Comodoro Mayor, Brigadier, Brigadier Mayor, Brigadier General

## Estructura
L'estructura actual es basa en la Llei de Defensa Nacional N° 23554 (aprovada en 1988), quant a la modernització doctrinaria de les forces armades, perseguint definir el seu paper entre la societat civil i la resta de les institucions de l'Estat, procurant (tal com afirma el text legal), que les mateixes solament puguin ser utilitzades contra agressions estrangeres, reduint la jerarquia dels seus caps i centralitzant la presa de decisions.

## Despeses
La despesa en defensa de l'Argentina, l'any 2010 era, com des del retorn de la democràcia en 1983, en els 3200 milions de dòlars; la qual cosa representa un 1,07% del seu PBI, per sota de l'1,74% mitjana de les nacions d'Amèrica del Sud. En 2011 el Ministeri de Defensa i el govern de la República Argentina han elevat el pressupost de defensa a 1,5% del seu PBI.
Al desembre del 2011, la Cambra de diputats de l'Honorable Congrés de la Nació (HCN) de l'Argentina va votar a favor del pressupost per a l'any 2012, presentat pel Govern nacional. Pel que fa a l'àrea del Ministeri de Defensa, per a l'any entrant el pressupost total - incloent els organismes descentralitzats, com ser l'Institut Geogràfic Militar, el Servei Meteorològic Nacional i l'Institut d'Ajuda Financera- ascendirà a un total de $ 20.252.909.798; uns 2275 milions de dòlars. Pràcticament un 1,7% del pressupost global.